# Ibikus
Ibikus (fr. Ibicus) – francuska seria komiksowa autorstwa Pascala Rabaté, będąca adaptacją powieści Aleksieja Tołstoja Przygody Niewzorowa, czyli Ibikus z 1926. Seria ukazała się w czterech tomach w latach 1998–2001 nakładem wydawnictwa Vents d’Ouest. Po polsku została wydana w zbiorczym tomie w 2009 przez Egmont Polska.

## Fabuła
Symeon Niewzorow, księgowy z Petersburga, większość czasu spędza na zabawach i miłosnych igraszkach z kochankami, które go utrzymują. Wierzy w przepowiednię Cyganki, która odczytała z jego linii życia, że przyszedł na świat pod znakiem Ibikusa – mówiącej czaszki, i że czeka go wielka kariera w złych czasach. Pozbawiony skrupułów Niewzorow dąży do realizacji przepowiedni i dopuszcza się zbrodni, licząc, że w zamęcie rewolucji – najpierw lutowej, a potem październikowej – ujdzie mu ona płazem.

## Tomy
| Tom | Tytuł i rok wydania polskiego | Tytuł i rok wydania oryginalnego |
| --- | ----------------------------- | -------------------------------- |
| 1   | Ibikus (2009)                 | Ibicus. Livre 1 (1998)           |
| 2   | Ibikus (2009)                 | Ibicus. Livre 2 (1999)           |
| 3   | Ibikus (2009)                 | Ibicus. Livre 3 (2000)           |
| 4   | Ibikus (2009)                 | Ibicus. Livre 4 (2001)           |

## Nagrody
Za drugi tom Ibikusa Pascal Rabaté otrzymał w 2000 roku Nagrodę za najlepszy komiks na Międzynarodowym Festiwalu Komiksu w Angoulême.